# Засавський регіон
Засавський регіон (словен. Zasavska regija) — статистичний регіон Словенії. Він розташований у центральній частині Словенії, переважно на північ від річки Сава. Найбільше місто Трбовлє. Це регіон Словенії з найвищим скороченням чисельності населення, почасти через природний спад і через негативний показник міграції.

## Общини
До складу регіону входять такі общини:
Храстник, Трбовлє, Загорє-об-Саві.

## Демографія
Населення: 44 222.

## Економіка
Структура зайнятості: послуги — 45,2 %, промисловість — 52 %, сільське господарство — 2,8 %.

## Туризм
Регіон приваблює лише 0,2 % загального числа туристів у Словенії.

## Транспорт
Довжина автомобільних доріг: 1 - км. Інші дороги: 367 км.